# Armand Vestris
Pour les articles homonymes, voir Vestris.
Auguste-Armand Vestris est un danseur et chorégraphe français, né à Paris en 1788, ou en 1786, ou encore en 1795, et mort à Vienne le 17 mai 1825.
Fils d'Auguste Vestris et (au cas où l'année de naissance exacte serait 1795) de la danseuse Anne-Catherine Augier, dite Aimée (1777-1809), il étudie la danse avec son grand-père Gaëtan et paraît pour la première fois sur la scène de l'Opéra de Paris à l'âge de quatre ans, aux côtés de son père et de son grand-père.
Il danse en Italie et au Portugal, puis s'installe à Londres en 1809. Maître de ballet au King's Theatre de 1813 à 1816, il se rend ensuite à Vienne où il finit ses jours. En 1823, dans son ballet La Fée et le Chevalier, la ballerine Amalia Brugnoli danse sur les pointes pour la première fois.
En 1813, il avait épousé Lucia Elizabeth Bartolozzi, qui deviendra une célèbre chanteuse, actrice et directrice de théâtre connue sous le nom de scène de Madame Vestris, et dont il se séparera en 1817.